# Lavagem da diversidade
Diversitywashing (do inglês diversity, que significa Diversidade, e wash, limpar, lavar), em português conhecido como Lavagem da Diversidade, é um termo criado por Liliane Rocha, detentora oficial no Brasil, com com registro no INPI - Instituto Nacional da Propriedade Industrial e Biblioteca Nacional (processo nº 914651994), especialista na temática de Diversidade e Inclusão nas empresas, com base no conceito de Greenwashing.  O Diversitywashing foi desenvolvido para identificar práticas ou ações de empresas, governos e outras instituições que se apropriam de questões relacionadas à temática da Diversidade e Inclusão e das lutas por equidade social para ganharem posicionamento em marketing e comunicação sem que, de fato, realizem ações concretas para inclusão e valorização da diversidade dentro das atividades que realizam. Essa prática tem o objetivo de “maquiar” ou criar uma imagem positiva perante a sociedade sobre as práticas e formas de tratamento que uma organização oferece a seus funcionários, mesmo isso não existindo internamente.
O Diversitywashing tem sido realizado por organizações que não possuem práticas declaradas e efetivas de valorização da diversidade e de inclusão, mas que buscam obter benefícios por meio desses mecanismos. A lavagem da diversidade é realizada de diferentes formas, mas sempre com um ponto em comum: usam-se – indevidamente - pautas relacionadas às questões raciais, de gênero, LGBT+, de pessoas com deficiência, intergeracionais, religiosas, entre outras, para divulgar produtos, procedimentos internos ou mesmo para fortalecer marcas por meio da ideia de que aquela organização seria livre de preconceitos e discriminações e que todas as pessoas teriam as mesmas oportunidades para alcançarem suas plenas potencialidades.
Assim, essas organizações que se posicionam de forma superestimada em relação ao que realmente realizam em matéria de Diversidade e Inclusão são organizações que apenas buscam obter benefícios através de demandas sociais fazendo a “lavagem da diversidade” que não existe internamente e se apresentando como organizações exemplo para a sociedade.

## Etimologia
O termo Diversitywashing surgiu no Brasil em 2017, no artigo “Diversitywashing – Será que “aquela” empresa realmente valoriza a diversidade?” escrito por Liliane Rocha para o site CicloVivo em 07 de junho de 2017. Neste artigo, Liliane Rocha destacava como ela vinha percebendo que algumas empresas estavam ganhando posicionamento na temática da Diversidade e Inclusão sem de fato possuírem práticas inclusivas internamente. A partir daí, o termo passou a ser difundido por diversos profissionais e ativistas juntamente com a ampliação dos debates sobre Diversidade e Inclusão no Brasil.
Na sequência, o termo foi novamente publicado na Revista Página 22 sob o título “Os 7 pecados do “diversitywashing” em 20 de junho de 2017.
Em setembro de 2017, Liliane Rocha lançou o livro “Como ser um líder inclusivo – Fuja do diversitywashing e valorize a diversidade. Seu guia para construir uma sociedade mais justa e uma empresa mais competitiva", publicação na qual aprofundou a discussão sobre o diversitywashing.